# エンアンナトゥム1世
エンアンナトゥム1世（Enannatum I、又はInannatum I）は、古代メソポタミア、初期王朝時代の都市国家ラガシュの王。
先々王アクルガルの息子であり前王エアンナトゥムの兄弟。名前の類似からしばしば兄王エアンナトゥムやエンアンナトゥム2世と混同される。

## 来歴

### ラガシュ・ウンマ戦争
彼の息子エンメテナが残した「回顧碑文」によればウンマはラガシュから大麦を賃借したが、利子が膨らんで返済不能になるとそれを踏み倒し、その王ウル・ルンマは同盟国と共にラガシュを侵略したと言う。ウンマ側の史料などが見つかっていないためにこの開戦理由の真偽の判断は難しい。
エンアンナトゥム1世はこれを撃退すべく出撃したが、ウル・ルンマとの戦いに敗れて戦死してしまい、息子のエンメテナが即位した。

## 死後
後に、エンメテナの治世でウンマの新王イルと和平協定を結ぶが、これは史上最初の国際条約といわれている。